# Лобов Сергій Миколайович
Сергі́й Микола́йович Ло́бов (13 червня 1988 — 18 червня 2016) — майор Збройних сил України, учасник російсько-української війни, позивний «Піранья».

## Життєпис
Народився 1988 року в місті Харків. Навчався у Харківській гімназії № 82 та у Військовому інституті танкових військ, який закінчив у 2010 році. Майор, командир роти глибинної розвідки, 74-й окремий розвідувальний батальйон.
18 червня 2016 року загинув поблизу Луганського внаслідок підриву на протипіхотній стрибучій міні з «розтяжкою»: розвідники щойно встановили апаратуру для прослуховування та рушили вздовж лінії розмежування. Командир роти зупинив основну групу та з двома бійцями пройшов ще 50 метрів, в цей час поряд вибухнула міна. Сергій зазнав поранення у голову, помер під час транспортування до шпиталю. Тоді ж загинув старший солдат Микола Андрущенко.
Похований у селі Плисове Лозівського району. За тиждень мав одружитись.
Без Сергія лишилися батьки, два брати та вагітна на той час наречена — вже після смерті батька народився син Тимофій.

## Нагороди та вшанування

Меморіальна дошка

- указом Президента України № 310/2016 від 23 липня 2016 року «за особисту мужність і високий професіоналізм, виявлені у захисті державного суверенітету та територіальної цілісності України, вірність військовій присязі» — нагороджений орденом Богдана Хмельницького III ступеня (посмертно)[2]
- відзнакою 74-го окремого розвідувального батальйону (посмертно).
- 11 жовтня 2017 року на честь героя російсько-української війни Сергія Лобова відкрито меморіальну дошку на фасаді Харківської гімназії № 82 (пр. Героїв Сталінграду, 171-Б)[3]